# Катарина Бериславић
Катарина Бериславић, деспотица и везиља, жена деспота Стефана Бериславића. Пореклом је из чувене угарске породице Баћањ. Након мужевљеве смрти 1535. године задржала је неке његове радове, а Белу Стену до 1542. године.
Била је позната везиља, а њен најзначајнији рад је митра за београдско-сремског митрополита кир-Логина, која се чува у Музеју Српске православне цркве у Београду.